# Erich Fuchs (Leichtathlet)
Erich Fuchs (* 27. Juni 1925 in Mühlheim an der Eis; † 26. Juli 2014 in Kaiserslautern) war ein deutscher Sprinter, Leichtathletiktrainer und Sportpädagoge.

## Biografie
Nachdem Fuchs bei den Deutschen Meisterschaften 1952 über 100 Meter die Silbermedaille gewonnen hatte, durfte er einige Wochen später bei den Olympischen Spielen in Helsinki ebenfalls im 100-Meter-Rennen starten. Fuchs schied allerdings im Vorlauf aus und wurde 31. in der Gesamtwertung.
Fuchs war als Professor an der Pädagogischen Hochschule Kaiserslautern tätig. Zudem war er Gründungsmitglied des Bildungswerkes des Landessportbundes und des Olympiastützpunktes Rheinland-Pfalz/Saarland. Viele Jahre hatte er den Vorsitz des Landesausschusses Leistungssport im Landessportbund Rheinland-Pfalz inne.
Von 1960 bis 1968 war Fuchs Bundestrainer der deutschen Sprintstaffel der Damen.

## Schriften
- Programmierbare Trainingshilfen für Leichtathleten, Band 4 : Der Sprint Berlin, München 1973, ISBN 3-87039-970-8.